# Stivašnica
Stivašnica je malá vesnička a přímořské letovisko v Chorvatsku v Šibenicko-kninské župě, spadající pod opčinu Rogoznica. Nachází se asi 11 km jihovýchodně od Rogoznice a asi 25 km jihozápadně od Trogiru. V roce 2011 žilo ve Stivašnici 47 obyvatel.
Až do roku 2011 byla Stivašnica součástí sousední vesnice Ražanj.